# Sino Chart
Sino Chart est un classement hebdomadaire de musique en République populaire de Chine.